# Premier Grand Lodge of England
De organisatie die tegenwoordig bekendstaat als de Premier Grand Lodge of England werd op 24 juni 1717 opgericht als de Grand Lodge of London and Westminster. Oorspronkelijk richtte deze organisatie zich op de vrijmetselarij in Londen en Westminster, maar al snel verwierf ze de naam Grand Lodge of England. Als eerste Grootloge in de geschiedenis wordt deze nu aangeduid als de Premier Grand Lodge of England, om verwarring te voorkomen met de Most Ancient and Honourable Society of Free and Accepted Masons, ook wel bekend als de Ancient Grand Lodge of England, en de Grand Lodge of All England Meeting in York. De Premier Grand Lodge bestond tot 1813, toen ze samenging met de Ancient Grand Lodge of England en de United Grand Lodge of England oprichtte.
De basisprincipes van de Grootloge van Engeland zijn geïnspireerd door het ideaal van tolerantie en universeel begrip, voortkomend uit de Verlichting, evenals door de ideeën van de Wetenschappelijke Revolutie in de 17e eeuw.

## Oorsprong
De Grootloge werd opgericht kort nadat George I, de eerste Hannoveraanse koning van het koninkrijk Groot-Brittannië, op 1 augustus 1714 de troon besteeg, en na het beëindigen van de eerste Jacobitische opstand in 1715.

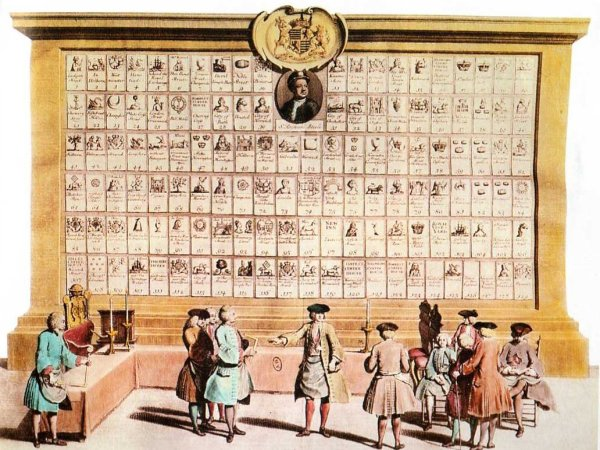
Tabel van loges die bij de Grootloge zijn aangesloten, 1735.

De Grootloge van Engeland werd officieel opgericht in Londen op de dag van Johannes de Doper, 24 juni 1717. Vier bestaande loges kwamen bijeen in het Goose and Gridiron Ale-house, gelegen op het kerkhof van St. Paul, en vormden een Grootloge. Deze loges hadden eerder in 1716 al vergaderd in de Apple-Tree Tavern, "and having put into the Chair the oldest Master Mason (now the Master of a Lodge), they constituted themselves a Grand Lodge pro Tempore in due form." Tijdens die bijeenkomst besloten ze om jaarlijks een vergadering en een feest te houden, en om een Grootmeester uit hun midden te kiezen, wat in het daaropvolgende jaar ook daadwerkelijk gebeurde. De vier loges waren vernoemd naar de tavernes waar ze regelmatig bijeenkwamen: het Goose and Gridiron Ale-house (nu Lodge of Antiquity nr. 2), het Crown Ale-house in Parker's Lane, nabij Drury Lane, de Apple-Tree Tavern in Charles Street, Covent Garden (nu Lodge of Fortitude en Old Cumberland nr. 12), en de Rummer and Grapes Tavern in Channel Row, Westminster (nu Royal Somerset House en Inverness Lodge nr. IV).
Terwijl de drie Londense loges voornamelijk operationele loges waren, lijkt de Rummer and Grapes, gelegen bij het Palace of Westminster, vooral een loge te zijn geweest voor geaccepteerde en speculatieve vrijmetselaren.
Er is weinig bekend over Anthony Sayer, de eerste Grootmeester, maar zijn opvolger, George Payne, bereikte een hoge positie binnen de Commissioners of Taxes. Payne was twee keer Grootmeester, in 1718-1719 en 1720-1721. Het jaar daartussen werd vervuld door John Theophilus Desaguliers, een wetenschapper, geestelijke en leerling van Newton. Vanaf dat moment behoorde elke Grootmeester tot de adel, hoewel ze in deze beginjaren waarschijnlijk vooral als boegbeelden fungeerden. Het doel was om de zichtbaarheid van de vereniging te vergroten, wat blijkbaar succesvol was. In 1725 vermeldden de notulen van de Grootloge, naast de loges in Londen, ook loges in Bath, Bristol, Norwich, Chichester, Chester, Reading, Gosport, Carmarthen, Salford en Warwick, evenals beginnende provinciale grootloges in Cheshire en Zuid-Wales. De Grootloge groeide dus uit zijn Londense wortels.

## The Constitutions
George Payne schreef de algemene regels voor vrijmetselaren, die werden voorgedragen tijdens zijn tweede installatie als Grootmeester in 1720. Er is echter weinig bekend over de periode van 1717 tot 1721, vanwege het gebrek aan notulen en geschreven materiaal. In deze periode kreeg de eerwaarde Dr. James Anderson de opdracht om de The Constitutions of the Free-Masons containing the History, Charges, Regulations, & of that most Ancient and Right Worshipful Fraternity: For use of the Lodges. Anderson bestudeerde de oude Gotische Constituties van de vrijmetselarij, en het boek werd ter goedkeuring aan de Grootloge voorgelegd. In 1723 werd het, in opdracht van de Grootmeester, gepubliceerd, inclusief de methode van de aftredende Grootmeester voor het oprichten van een nieuwe loge. Het begon met een toewijding van Desaguliers aan de vorige Grootmeester, John Montagu, de 2e hertog van Montagu, gevolgd door een uitgebreide 'historische' inleiding die de vrijmetselarij terugvoerde tot bijbelse tijden. Verder bevatte het een reeks van zes 'charges' (maçonnieke plichten), een uitgebreide versie van Payne's Regulations, Grootmeester Whartons methode voor het oprichten van een nieuwe loge, en een sectie met liederen. Voor het eerst werd de gehele vrijmetselarij, behalve de rituelen, in een gedrukt boek beschikbaar gesteld. Anderson ontving geen vergoeding voor de pocketuitgaven die in de jaren dertig van de 18e eeuw verschenen, wat mogelijk leidde tot de herziene editie van 1738.

## Uitbreiding en conflict

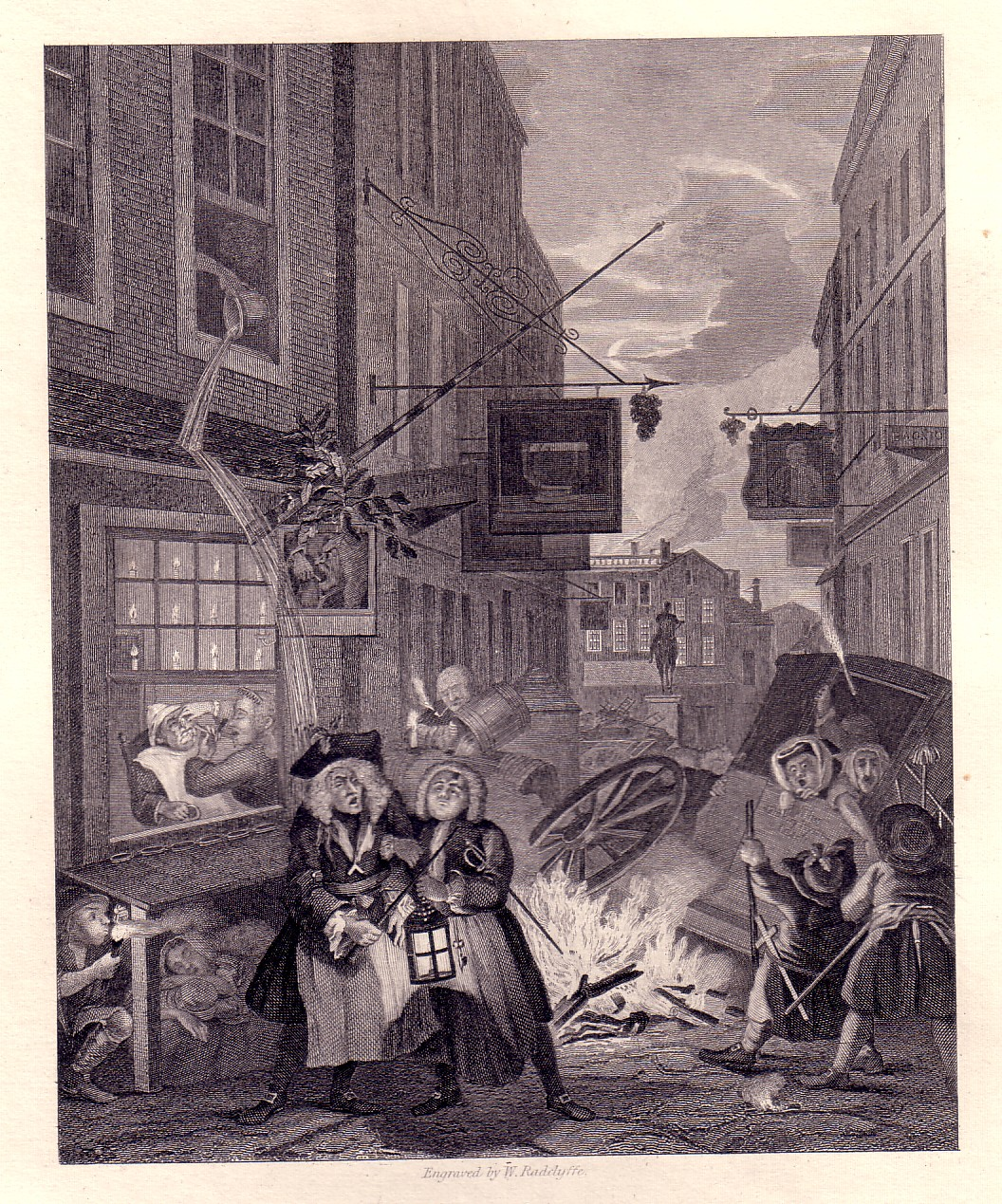
In Hogarths Nacht ontvangt de dronkaard de inhoud van een emmer terwijl hij het juweel van de Meester-vrijmetselaar draagt; het zwaard van zijn dienaar verwijst naar de functie van de Dekker. De man met de dweil verwijst mogelijk naar de Dekker die krijtstrepen van de logevloer veegt. Het uithangbord van de herberg Rummer and Grapes stelt een van de vier loges voor die de Grand Lodge hebben opgericht.

De nieuwe Grootloge bleek niet direct aantrekkelijk voor de oudere onafhankelijke loges, die al veel bij de organisatie betrokken waren. Zij tekenden de loge met krijt en veegden deze markeringen uit met een emmer en een dweil. Dit gebruik werd echter vervangen door tape en dunne metalen letters. In 1726 verscheen er een advertentie in een Londense krant voor een lezing over "Ante-Diluvian Masonry", waarin werd gewezen op de innovaties die onlangs door Anderson en enkele andere 'Moderns' waren geïntroduceerd, zoals tape, jacks en beweegbare letters, tot grote vernedering van de dweil en emmer.
In het tweede kwart van de 18e eeuw floreerde de Londense organisatie als de Grand Lodge of England. Door de snelle groei gingen echter enkele loges al in het eerste jaar failliet. Een groep ontevreden voormalige vrijmetselaren publiceerde "exposures" (onthullingen, zogeheten "verradersgeschriften"), waarvan Pritchard's "Masonry Dissected" uit 1730 de meest succesvolle was. Dit werk bevatte een herkenbare weergave van alle drie graden, inclusief de geheimen die toegang tot een loge zouden moeten garanderen. In reactie daarop voerde de Grootloge wijzigingen door in haar ritueel en wachtwoord, waardoor ze niet meer overeenkwamen met de nieuwe Grootloges in Ierland en Schotland. Dit vergrootte de kloof tussen de relatief nieuwe Grootloge en veel niet-aangesloten loges in het land, die elke afwijking van de ‘Oude Landmerken’ met wantrouwen beschouwden.
Toen de Grootloge in 1721 John Montagu, de 2e hertog van Montagu, als hun eerste edele Grootmeester aanstelde, werd zijn installatie gevierd met een optocht. Dit evenement werd jaarlijks gehouden en later werden ook processies in rijtuigen toegevoegd. De publiciteit rondom belangrijke toetredingen tot de broederschap wekte een aura van elitarisme, wat leidde tot minachting. De jaarlijkse processies werden belachelijk gemaakt en uiteindelijk fysiek geparodieerd. In de jaren 1740 werd het steeds moeilijker om de "Scald Miserable Masons" te negeren, en in 1747 verbood de Grootloge de vrijmetselaarsprocessies.

## 'Antients' en 'Moderns'
In 1751 vormde een groep onafhankelijke loges, voornamelijk bestaande uit Ierse leden, het Groot Comité van wat later bekend zou staan als de Most Ancient and Honourable Society of Free and Accepted Masons volgens de Oude Constituties, of simpelweg de "Ancients." Deze groep hield vast aan wat zij beschouwde als een ouder en authentieker ritueel dan dat van de oorspronkelijke Grootloge. Onder invloed van Laurence Dermott, die van 1752 tot 1771 Grootsecretaris was en later met tussenpozen plaatsvervangend Grootmeester, groeide de vereniging snel. Omdat de Grootmeesters in die tijd vaak adellijke boegbeelden waren, leidde de plaatsvervangend Grootmeester de Grootloge feitelijk. De "Antients" kregen ook vroege erkenning van de Grootloges van Ierland en Schotland, wat hun positie versterkte.
Dermott schreef een nieuwe ordegrondwet voor zijn Grootloge, getiteld Ahiman Rezon. De eerste editie, gepubliceerd in 1756, streefde naar verzoening met de andere Grootloge, maar de tweede editie uit 1764 bekritiseerde hun 'ongrondwettelijke dwaasheden'. De Premier Grand Lodge werd al de 'Moderns' genoemd, en dankzij Dermott bleef deze term hangen. Zijn eigen Grootloge werd historisch bekend als de 'Antients'. In latere edities werd de Premier Grand Lodge steeds scherper bespot. Dermotts proza was sarcastisch en geestig, en Ahiman Rezon verkocht goed.
In 1764 scheidde een loge in Edinburgh, die zich slechts een jaar eerder had aangesloten bij de Moderns, zich van hen af. Deze loge speelde een sleutelrol bij de oprichting van het eerste Grootkapittel van het Heilig Koninklijk Gewelf. Een van hun leden was William Preston, die binnen tien jaar een gerespecteerd schrijver en docent in de vrijmetselarij werd. Prestons lezingen in de jaren 1770 en zijn boek Illustrations of Masonry waren zo succesvol dat hij benoemd werd tot Assistent-Grootsecretaris en verkozen werd tot Meester van de Lodge of Antiquity, voorheen bekend als de Goose and Gridiron, en naar verluidt de oudste loge binnen de grondwet.
Prestons rol als Assistent-Grootsecretaris gaf hem de kans om te corresponderen met de Grand Lodge of Scotland, waarbij hij probeerde twijfel te zaaien over de regulariteit van de Antients en de banden tussen de Antients en de Schotten te verbreken. Dit mislukte echter en verergerde de spanningen tussen de twee Grootloges in Londen. De snelle toestroom van nieuwe leden bij Prestons Loge of Antiquity veroorzaakte onvrede onder de oudere leden, en hij kreeg ook ruzie met Grootsecretaris Heseltine. Toen Preston en anderen op een zondag in toga van de kerk naar hun onderkomen liepen, werd dit door zijn tegenstanders bestempeld als een ongeoorloofde processie. Preston, die vasthield aan het voorrecht van Antiquity als een van de oudste loges, werd verbannen. Hij nam de helft van Antiquity met zich mee en sloot zich aan bij de Grand Lodge of All England in York. Van 1779 tot 1789 opereerden zij als de Grand Lodge of All England South of the River Trent.
Hoewel het nieuwe Grand Chapter was opgericht met Grootmeester Lord Blayney aan het hoofd, bleef Grootsecretaris Heseltine provinciale loges schrijven om hen te verzekeren dat de Royal Arch-metselarij geen onderdeel was van de reguliere vrijmetselarij, ondanks dat hij zelf een van de oprichters van het Grand Chapter was. Thomas Dunckerley, Grand Superintendent van het Grootkapittel, had veel succes bij het verspreiden van het Heilig Koninklijk Gewelf, Merk en Knights Templar in de zuidelijke provincies van de Moderns. Hij werkte ook samen met Heseltine en Preston om loges van herbergen naar speciale logegebouwen te verplaatsen. De officiële houding ten opzichte van de Royal Arch bleef echter vijandig, wat problemen veroorzaakte bij de pogingen om de twee Grootloges in de volgende eeuw te verenigen.

## United Grand Lodge of England
In de jaren 1790 verbeterde de relatie tussen de twee belangrijkste genootschappen van de Engelse vrijmetselarij. Dit valt moeilijk los te zien van de dood van Laurence Dermott in 1791 en de geleidelijke verzachting van de toon in zijn Ahiman Rezon. Andere factoren speelden echter ook mee: John Murray, vierde hertog van Atholl, werd Grootmeester van de Antients, terwijl Francis Rawdon-Hastings, graaf van Moira, waarnemend Grootmeester van de Moderns werd (aangezien de Prins van Wales de formele Grootmeester was). Beide edelen waren actief betrokken en niet slechts symbolische figuren. In 1799 moesten zij samenwerken met de Grand Lodge of Scotland om te voorkomen dat de vrijmetselarij verboden zou worden door de Unlawful Societies Act, die geheime organisaties verbood. Dankzij hun gezamenlijke inzet kreeg de vrijmetselarij een speciale uitzondering.
De vooruitgang richting unie verliep traag, totdat de Moderns in 1809 de "Lodge of Promulgation" oprichtten, met als doel hun ritueel terug te brengen naar een punt waarop het in lijn was met dat van de Antients, de Schotten en de Ieren.  Een van hun voornemens was dat de installatieceremonie (van een nieuwe meester van een loge) deel zou uitmaken van de 'Antient'-vrijmetselarij. Vervolgens dwongen ze hun eigen niet-geïnstalleerde meesters en de meesters van de Londense loges om het ritueel te ondergaan in drie bijeenkomsten in december 1810 en januari 1811.  Dat jaar lieten de Moderns de Antients formeel weten dat ze besloten hadden terug te keren naar het oude ritueel, en het proces van vereniging begon. Eind 1812 trad de graaf van Moira af om de functie van gouverneur van India op zich te nemen, en de hertog van Sussex werd Grootmeester nadat zijn broer, de Prins-Regent, was afgetreden. Op 1 december 1813 trad de hertog van Atholl af als leider van de Antients. De hertog van Kent, de oudere broer van Sussex en de vader van koningin Victoria, nam de macht over. Hij had de Antients en de Moderns in Canada al verenigd. Hij voegde eenvoudigweg de loges van de Moderns samen met de dichtstbijzijnde loge van de Antients. Met andere woorden, hij schafte de Canadese Moderns af.  Zo gebeurde het dat op het feest van Sint-Jan de Evangelist, 27 december 1813, de twee Engelse Grootloges bijeenkwamen om de United Grand Lodge of England te vormen, met de hertog van Sussex als Grootmeester. 

## Grootmeesters

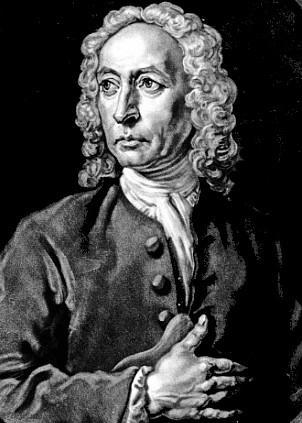
Portret van Anthony Sayer, de eerste Grootmeester van de Premier Grand Lodge of England, kopie van een verloren schilderij door Joseph Highmore in 1749/50, vervaardigd door de Nederlandse graveur John Faber.

Hieronder volgt een lijst van de Grootmeesters die hebben gediend gedurende het bestaan van de Premier Grand Lodge of England:
| Periode   | Grootmeester                                          |
| --------- | ----------------------------------------------------- |
| 1717      | Anthony Sayer                                         |
| 1718      | George Payne                                          |
| 1719      | John Theophilus Desaguliers                           |
| 1720      | George Payne                                          |
| 1721–1723 | John Montagu, 2e Hertog van Montagu                   |
| 1723      | Philip Wharton, 1e Hertog van Wharton                 |
| 1723–1724 | Francis Scott, Graaf van Dalkeith                     |
| 1724      | Charles Lennox, 2e Hertog van Richmond                |
| 1725      | James Hamilton, Heer Paisley                          |
| 1726      | William O'Brien, Graaf van Inchiquin                  |
| 1727      | Henry Hare, Heer Coleraine                            |
| 1728      | James King, 4e Baron Kingston                         |
| 1730      | Thomas Howard, Hertog van Norfolk                     |
| 1731      | Thomas Coke, Heer Lovell                              |
| 1732      | Anthony Browne, Burggraaf Montagu                     |
| 1733      | James Lyon, Graaf van Strathmore                      |
| 1734      | John Lindsay, Graaf van Crawford                      |
| 1735      | Thomas Thynne, Heer Weymouth                          |
| 1736      | John Campbell, Graaf van Loudoun                      |
| 1737      | Edward Bligh, Graaf van Darnley                       |
| 1738      | Henry Brydges, Markies van Carnarvon                  |
| 1739      | Robert Raymond, 2e Baron Raymond                      |
| 1740      | John Keith, Graaf van Kintore                         |
| 1741      | James Douglas, Graaf van Morton                       |
| 1742–1744 | John Ward, Heer Ward                                  |
| 1745–1747 | James Cranstoun, 6e Heer Cranstoun                    |
| 1747–1752 | William Byron, 5e Baron Byron                         |
| 1752–1753 | John Proby, Heer Carysfort                            |
| 1754–1757 | James Brydges, Markies van Carnarvon                  |
| 1757–1762 | Sholto Douglas, Heer Aberdour                         |
| 1762–1764 | Washington Shirley, Graaf van Ferrers                 |
| 1764–1767 | Cadwallader Blayney, 9e Baron Blayney                 |
| 1767–1772 | Henry Somerset, Hertog van Beaufort                   |
| 1772–1777 | Robert Edward Petre, Heer Petre                       |
| 1777–1782 | George Montagu, Hertog van Manchester                 |
| 1782–1790 | Prins Hendrik, Hertog van Cumberland                  |
| 1790–1812 | Francis Rawdon-Hastings, Graaf van Moira (waarnemend) |
| 1792–1812 | George IV, Prins van Wales                            |
| 1813      | August Frederik van Sussex                            |

## Appendix
Vrijmetselarij · Beginselen · Geschiedenis · Symbolen · Vrijmetselaarsloge · Ordegrondwet · Obediëntie · Regulariteit en irregulariteit · Ritus · Graden · Grootmeester · Gemengde vrijmetselarij · Para-vrijmetselarij · Antivrijmetselarij · Vrijmetselarij in Nederland · Vrijmetselarij in België
>>> Meer info op Portaal:Vrijmetselarij <<<